# 2007年鳳凰城直升機相撞事故
2007年鳳凰城直升機相撞事故為發生在美國的一起空中相撞事件。2007年7月27日，分別隸屬KNXV-TV和KTVK電視台的兩架歐直AS350松鼠一型直升機在亞利桑那州鳳凰城上空報道警方追捕時發生相撞。兩架飛機上共有四人，分別為KNXV-TV的飛行員Craig Smith和攝影師Rick Krolak，以及KTVK的飛行員Scott Bowerbank和攝影師Jim Cox，四人在事故中全部遇難。